# Sport 2000
För sporthändelser som inträffade år 2000, sportåret 2000.
Sport 2000 är en tävlingsklass i gokart eller karting som uppkom just år 2000. 

## Tävlingsklassen
Sport 2000 körs med (oväxlade) 125 cc motorer med slirkoppling.  Olika spjällaxelförgasare med en maximal venturi av 24 mm, tolerans inräknad, i övrigt ett ganska fast reglemente. Godkända däck är Vega SL6 (torrdäck) samt Vega W2 (Regndäck). Klassen är en egentligen tänkt som en hobbyklass från början, men fungerar idag även som en återvändsklass för tidigare elitförare. Idag är åldersgränsen för att få köra 22 år eller mer, och är en utmärkt nybörjar klass för personer i de åldrarna. En sport 2000 kart (med förare) har en minimum viktgräns på 165 Kg I övrigt känner man lätt igen klassen genom sina gröna nummer skyltar med gula nummer.

## Motorer
Det finns idag tre giltiga motorer inom Sport2000. Parilla Leopard 125, Parilla Komet K25 samt Rotax. Parilla har blivit den populäraste motorn, där Rotax i och med nya reglementen blivit mindre attraktiva inom klassen. Motorn i sin tur utvecklar ca 28 Hk och varvar upp till 16 000 rpm. Vilket resulterar i en topphastighet på cirka 130 km/h. Accelerationen är beräknad till 0-100 på cirka 6-7 sekunder (beroende på utväxling).
Motorerna gick 2011 igenom en ny homologeringsperiod och kommer nu att köras fram till och med 2013. 

## Tävlingar & Serier
SM i klassen körs inte men RM har körts en gång. Utöver det finns det två populära tävlingsserier för klassen, Mellansvenska kartracingserien (MKR) och  Sydsvenska Karting Serien (SKCC). Klassen finns även i mindre serier så som KartCup Väst, Karting Cup samt Norrlandscupen. Klassen var är även en stark representant inom det populära Kristinehamns Stadsrace som kördes årligen och som även visades på TV.

## Förare
Sport 2000 har genom åren lockat en mängd förare. Bland dem finns bland annat STCC-föraren Janne "Flash" Nilsson, racerföraren Anders Olofsson samt DTM-föraren Mattias Ekström, Sport 2000 är även den klass där Carl-Philip Bernadotte startat sin racingkarriär.